# Лас-Кабрас
Лас-Кабрас (ісп. Las Cabras) — місто в Чилі. Адміністративний центр однойменної комуни. Населення — 6190 осіб (2002). Місто і комуна входить до складу провінції Качапоаль регіону Лібертадор-Хенераль-Бернардо-О'Хіггінс.
Територія — 749 км². Чисельність населення — 24 640 мешканців (2017). Щільність населення — 32,9 чол./км².

## Розташування
Місто розташоване за 55 км на захід від адміністративного центру області міста Ранкагуа.
Комуна межує:
- на півночі — з комуною Сан-Педро
- на північному сході — з комуною Алуе
- на південному сході — з комуною Кольтауко
- на півдні — з комуною Пеумо, Пічидегуа
- на заході — з комуною Ла-Естрелья, Літуече